# Бидзен
Бидзен (яп. 備前市 Бидзэн-си) — город в Японии, находящийся в префектуре Окаяма. Площадь города составляет 258,24 км², население — 35 678 человек (1 августа 2014), плотность населения — 138,16 чел./км².

## Географическое положение
Город расположен на острове Хонсю в префектуре Окаяма региона Тюгоку. С ним граничат города Окаяма, Сетоути, Акаива, Мимасака, Ако и посёлки Ваке, Камигори, Саё.

## Население
Население города составляет 35 678 человек (1 августа 2014), а плотность — 138,16 чел./км². Изменение численности населения с 1980 по 2005 годы:
| 1980 | 49 306 чел. |  |
| 1985 | 48 112 чел. |  |
| 1990 | 46 319 чел. |  |
| 1995 | 44 855 чел. |  |
| 2000 | 42 534 чел. |  |
| 2005 | 40 241 чел. |  |

## Символика
Деревом города считается Pistacia chinensis, цветком — Rhododendron indicum.